# Leo Cornelio
Leo Cornelio (ur. 14 marca 1945 w Koodalloor) – indyjski duchowny rzymskokatolicki, w latach 2007–2021 arcybiskup Bhopal.